# نمنق
نمنق یکی از روستاهای استان آذربایجان شرقی است که در دهستان نوجه‌مهر بخش سیه‌رود شهرستان جلفا واقع شده‌است.این روستا ۱۰۲ نفر جمعیت دارد.

## موقعیت جغرافیایی
پس از گذر از منطقه آزاد ارس (جلفا)، روستای سیه رود، نوردوز، کردشت و اوشتبین باید در حدود ۱۳ کیلومتری جاده خاکی از گردنه کوه‌های بلند را دنبال کنید تا به این روستای سرسبز برسید. «نمنق»، آخرین روستای حوزه استحفاظی شهرستان جلفا در امتداد رودخانه مرزی ارس است و دستیابی به محل روستا برای گردشگران و علاقه مندان به دیدار از آن، به شکلی ناخواسته با تماشای زیبایی‌های سحرآمیز 'ارس' که به مانند ماری در میان کوه‌های برافراشته دو سوی رودخانه می‌خزد، همراه است. بعد از طی ۱۱۰ کیلومتر از شهرستان جلفا راه پرپیچ و خم و عبور از فراز و فرود جاده حاشیه‌ای رودخانه ارس به روستایی می‌رسد که انگار همه زیبایی‌های طبیعت را یکجا در خود گردآورده است تا 'هر که را یک بار گذر در آن افتد دیگر دل از آن کشیدن نتواند.

روستای جنگلی-کوهستانی 'نمنق' از جلفا، جاذبه‌ها و چشم‌اندازهای فراوان دیگری نیز دارد؛ رانندگی در حاشیه رودخانه ارس و در پای رشته‌های کوه‌هایی که بعد از گذشت حدود دو سده هنوز نیز دیوارهای خرابه استحکامات نظامی عباس میرزای قاجار را دل خود به امانت نگه داشته است، نوستالژی اراده و همت ایرانی - اسلامی برای حفظ استقلال وطن در برابر ارتش تا بن دندان مسلح امپراطوری تزار در اوایل قرن نوزدهم را در ذهن عابران و گردشگران تداعی می‌کند.
این روستا در نزدیکی روستای گردشگری اشتبین واقع شده است و دارای پتانسیل‌های بالایی برای تبدیل شدن به روستای گردشگری می‌باشد.

وجه تسمیه
وجه تسمیه نام این روستای زیبای آرمیده در میان تپه‌های سرسبز و آکنده از درخت، با رطوبت بالای آن ارتباط دارد و در واقع معادل فارسی اسم روستا را می‌توان 'مرطوب' و 'نمناک' گذاشت که ریشه در هوای مه آلود و بارانی جنگل‌های ارسباران دارد. شاید به دلیل وجود جنگل‌های سرسبز زیاد این روستا و تأثیرپذیری هوای آن از این جنگل‌ها باشد که در تابستان وقتی در این روستا قدم برمی‌دارید حس رطوبت شگفت‌انگیزی از طبیعت شما را به وجد خواهد آورد.

معماری روستا
روستای نمنق که همچون نگینی سرسبز و زیبا و ناشناخته در دل کوه‌ها قرار گرفته است به دلیل شیب تند کوه، دارای خانه‌هایی با معماری پلکانی است به طوری که حیاط یک خانه سقف خانه‌ای دیگر می‌باشد و خانه‌های قدیمی این روستا به شیوه معماری دوره صفویه و قاجاریه ایجاد گشته است. نرده‌های زیبا، سرستونهای منقش، ارسی‌ها و پنجره‌ها همه از هنر و تمدن والای اهالی این روستا حکایت می‌کنند و تزئینات در شکل گیری معماری زیبای این روستا نقش بسیار مهمی دارد.
جمعیت
طبق آخرین آمار منتشر شده از سرشماری عمومی نفوس و مسکن ۱۳۸۵ (بدون احتساب خانوارهای موسسه‌ای و غیرساکن) ۳۱ خانوار در روستا ساکن و جمعیت روستا ۱۰۲ نفر گزارش شده است.یکی از افراد مشهور این روستا محمد امانی شاعرو غزل سرای ترکی می باشد.                                                  
تصاویر روستای توریستی نمنق و جنگل سرسبز آن

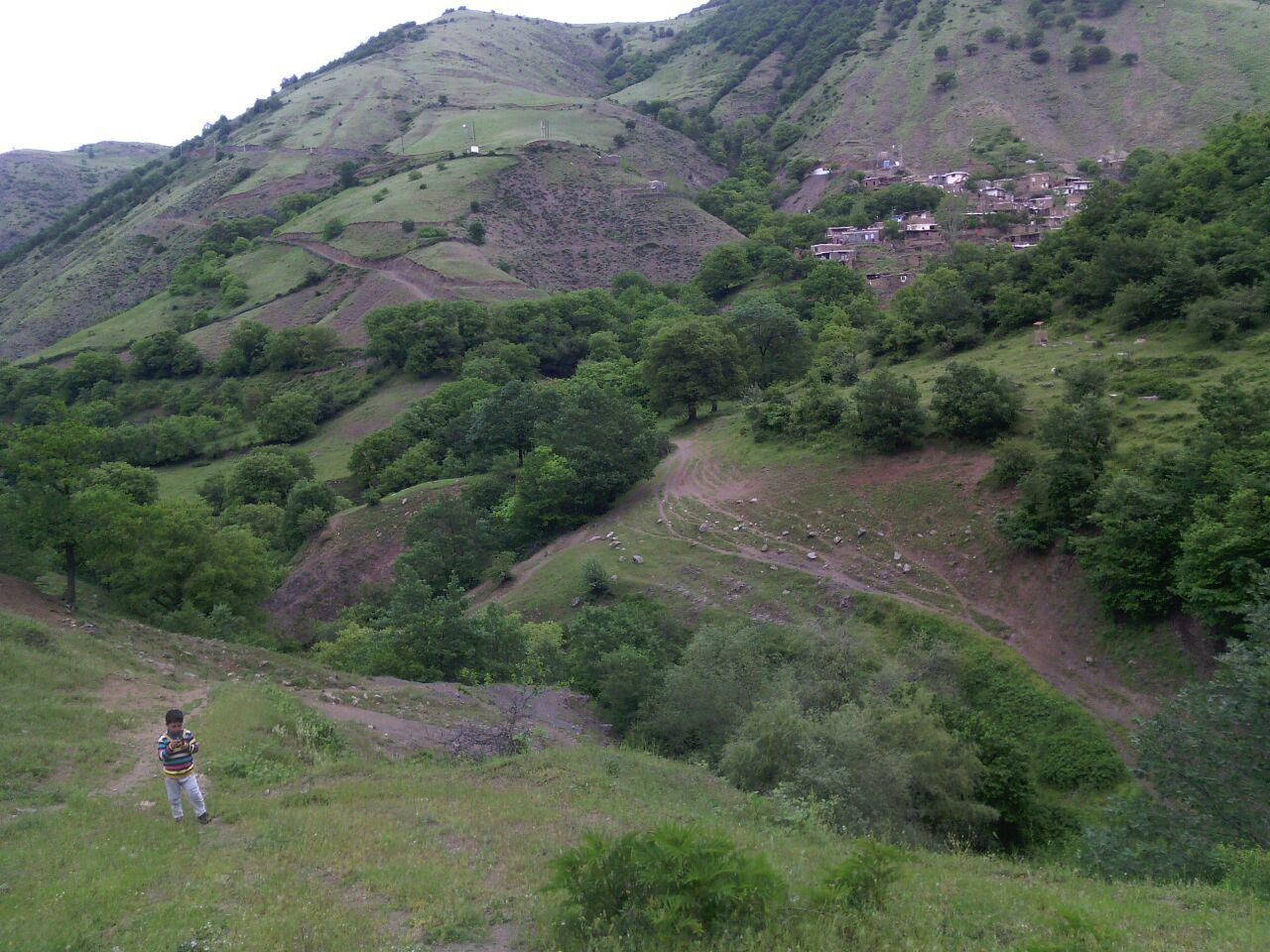
روستای نمنق ۱
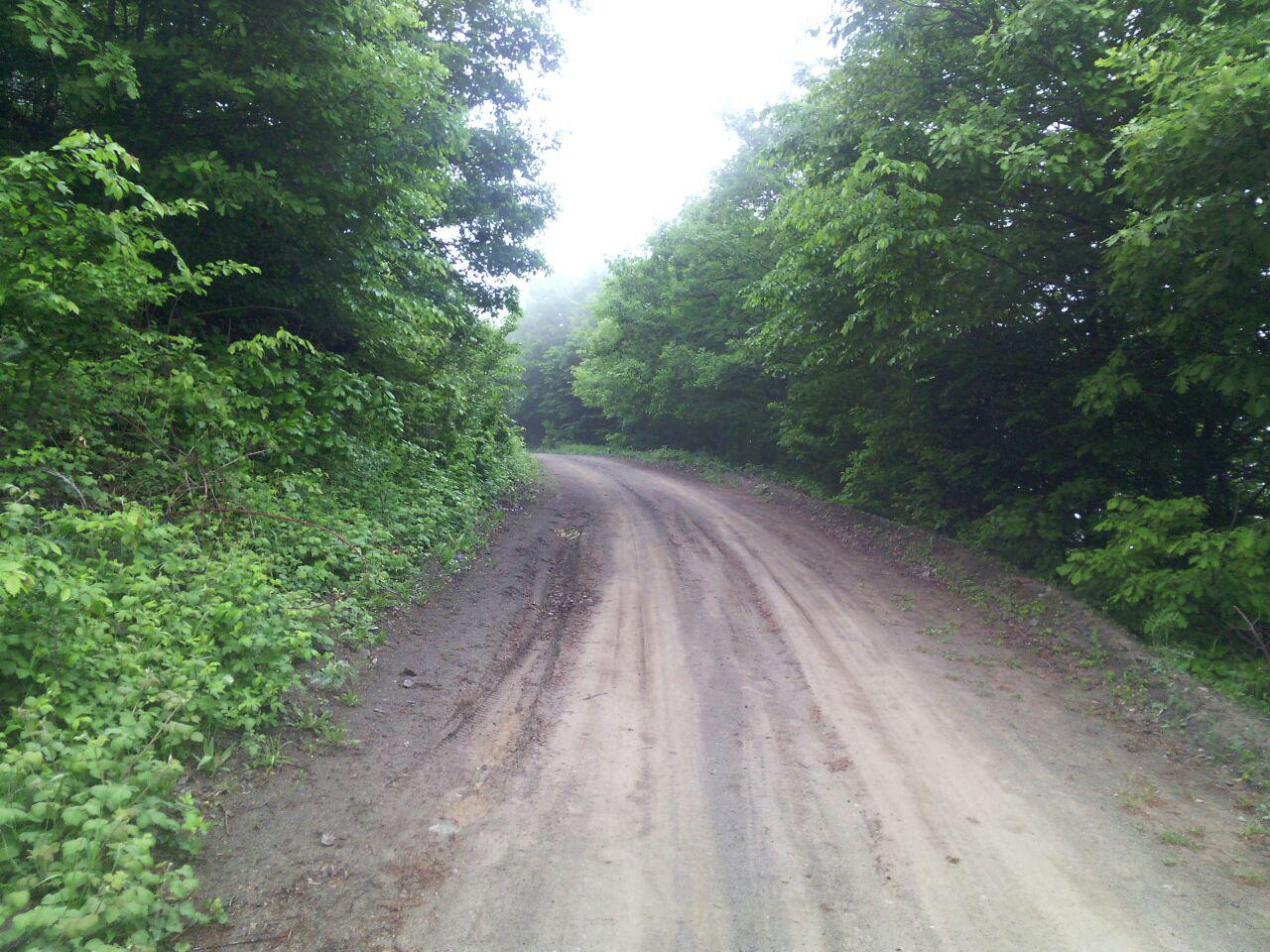
روستای نمنق ۲
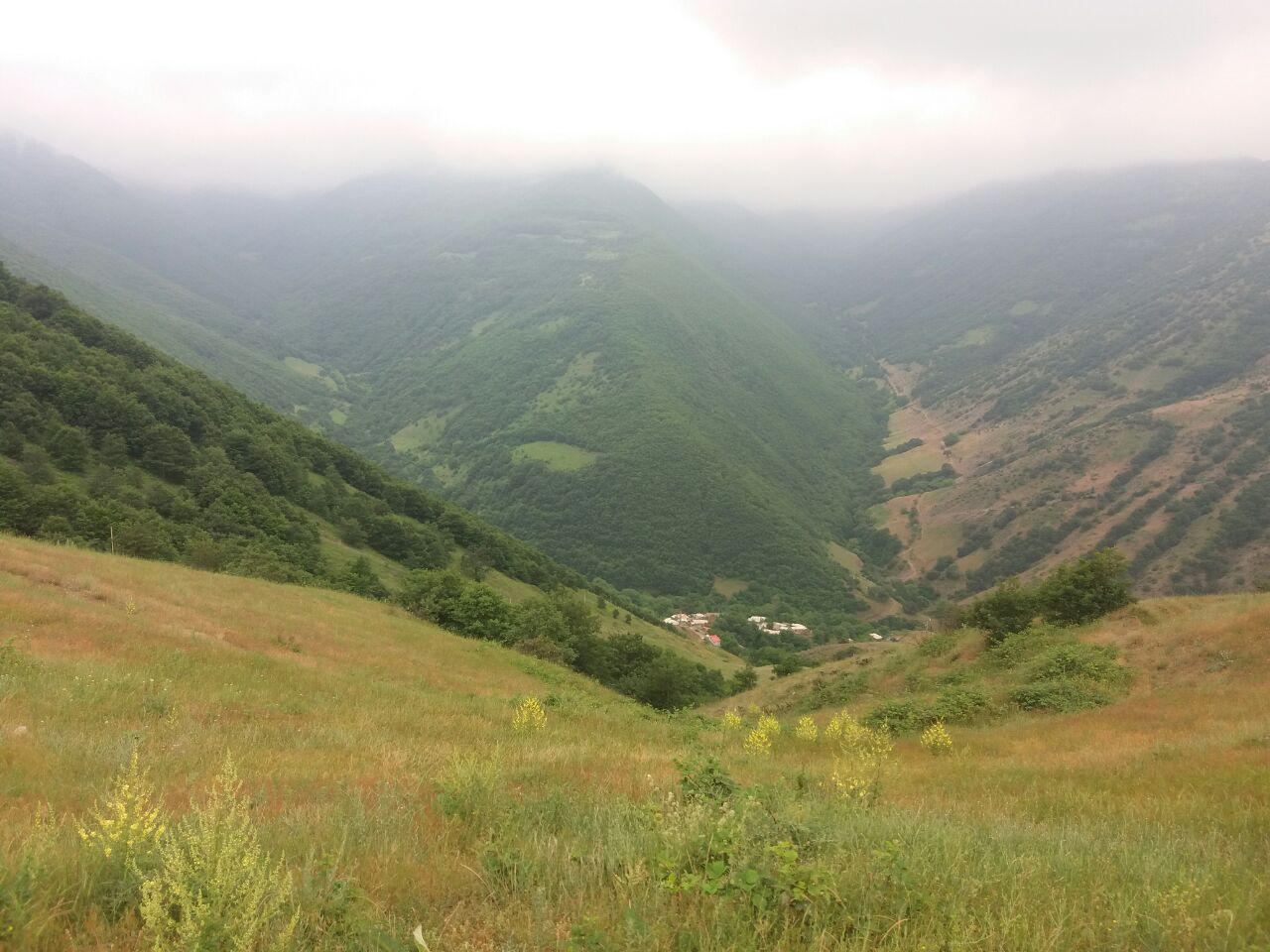
روستای نمنق  ۳
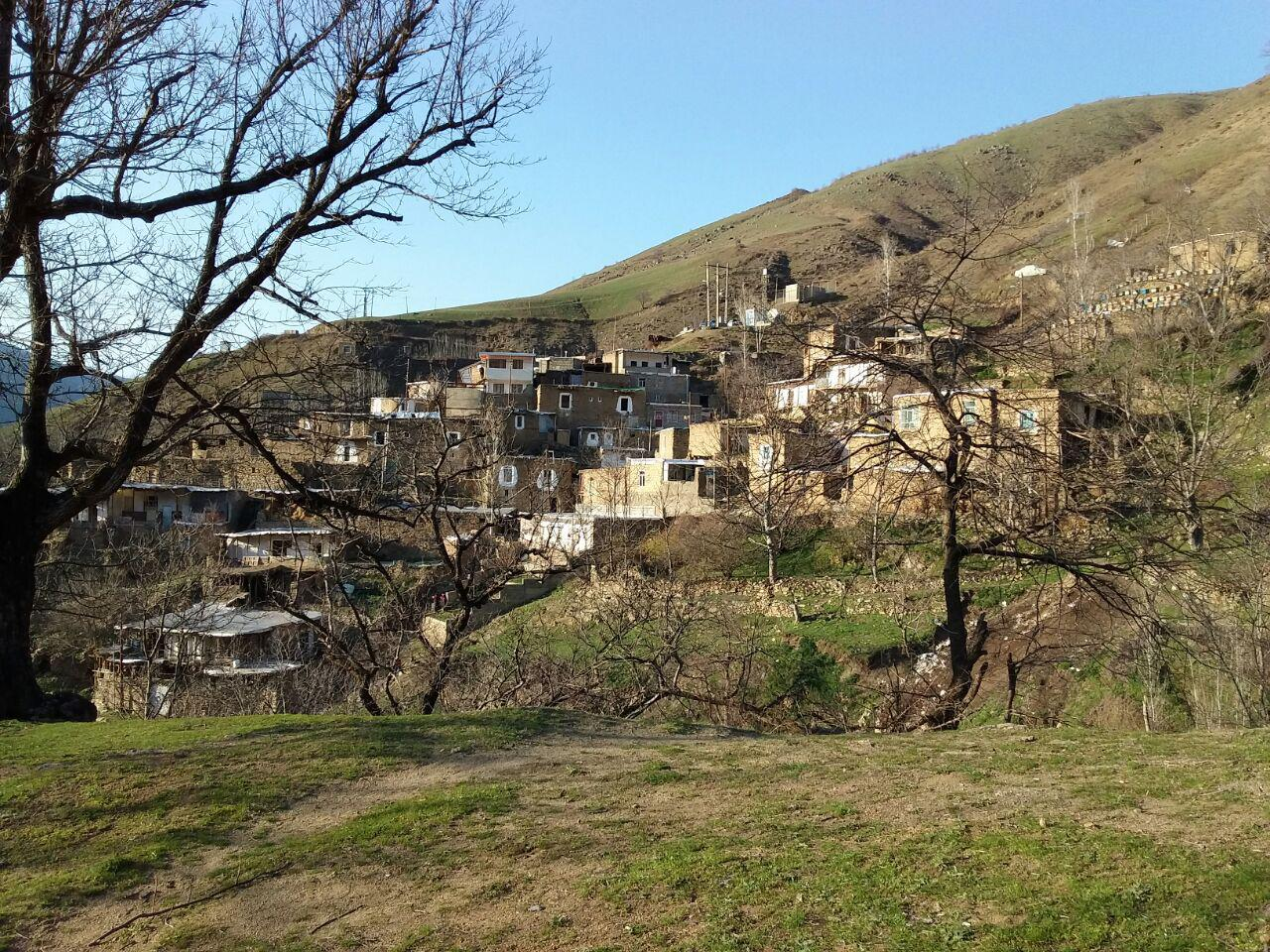
روستای نمنق  ۴
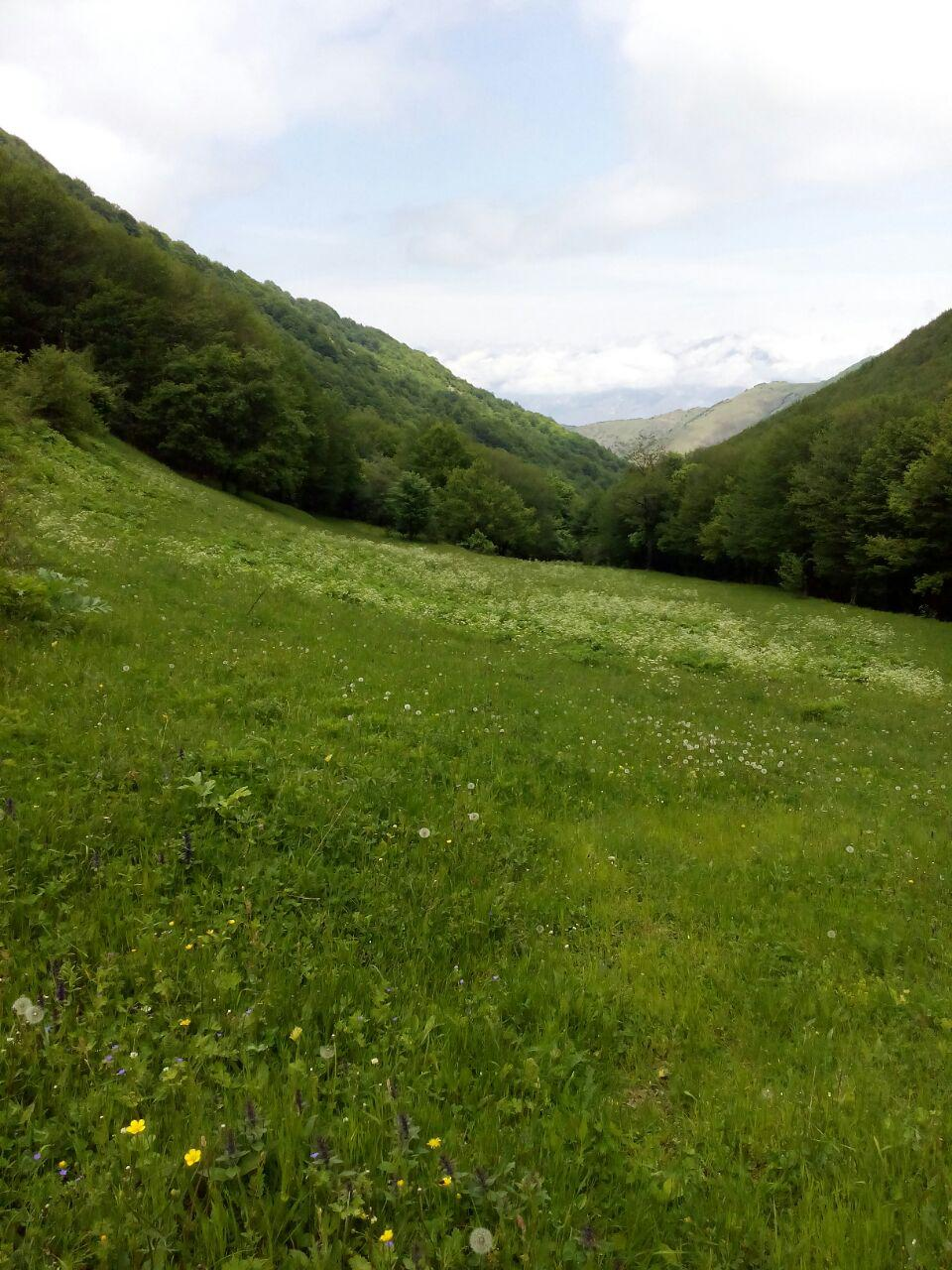
روستای نمنق  ۵
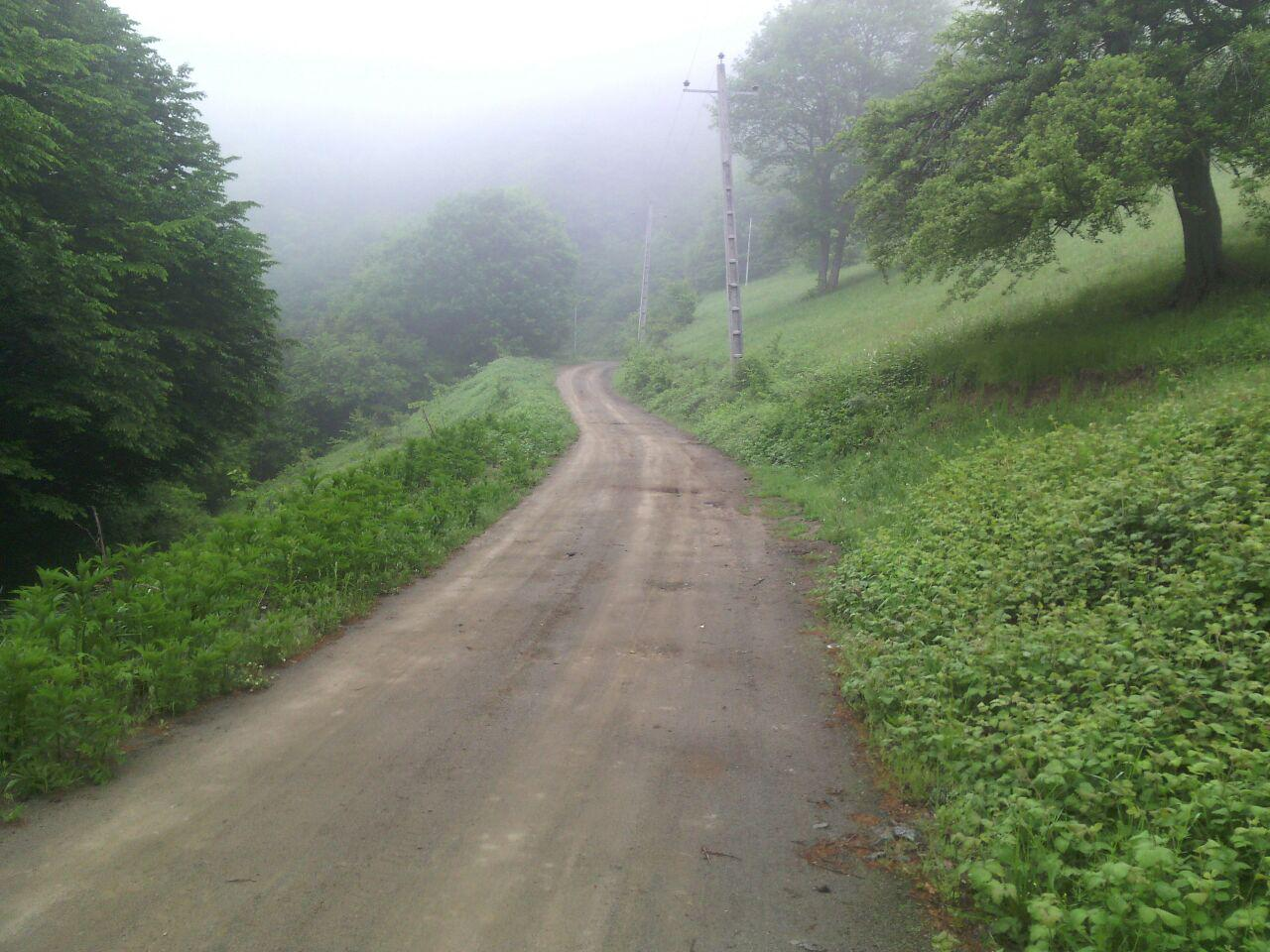
روستای نمنق ۶
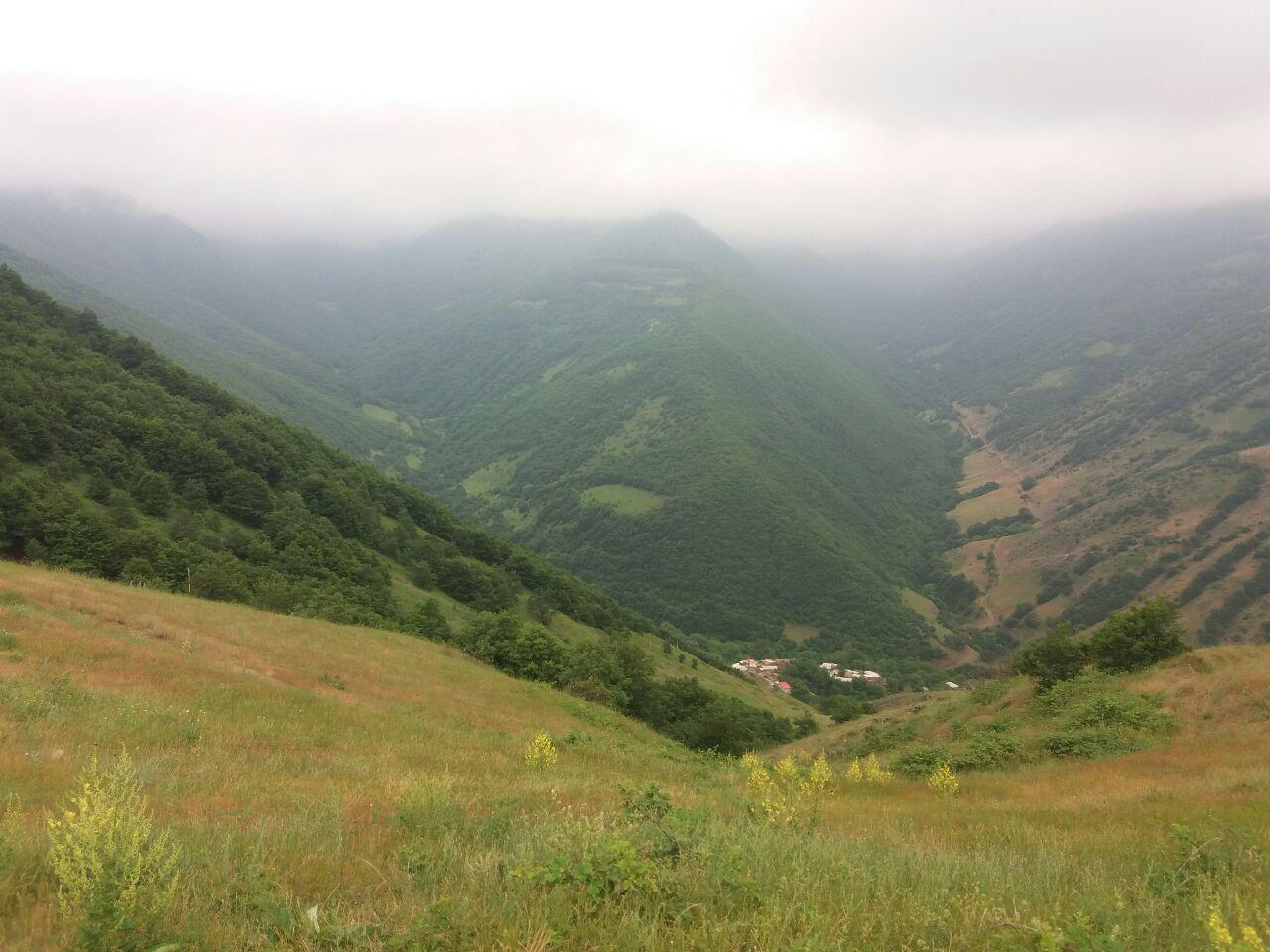
روستای نمنق  ۷
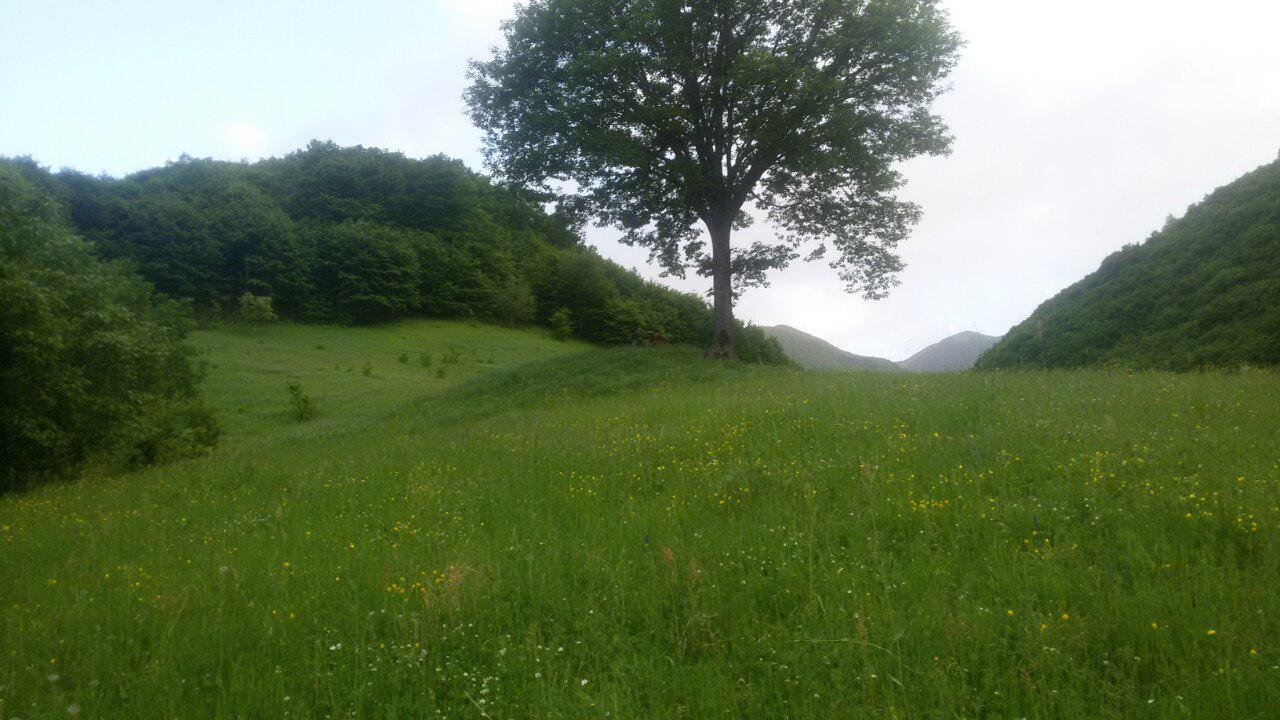
روستای نمنق  ۸
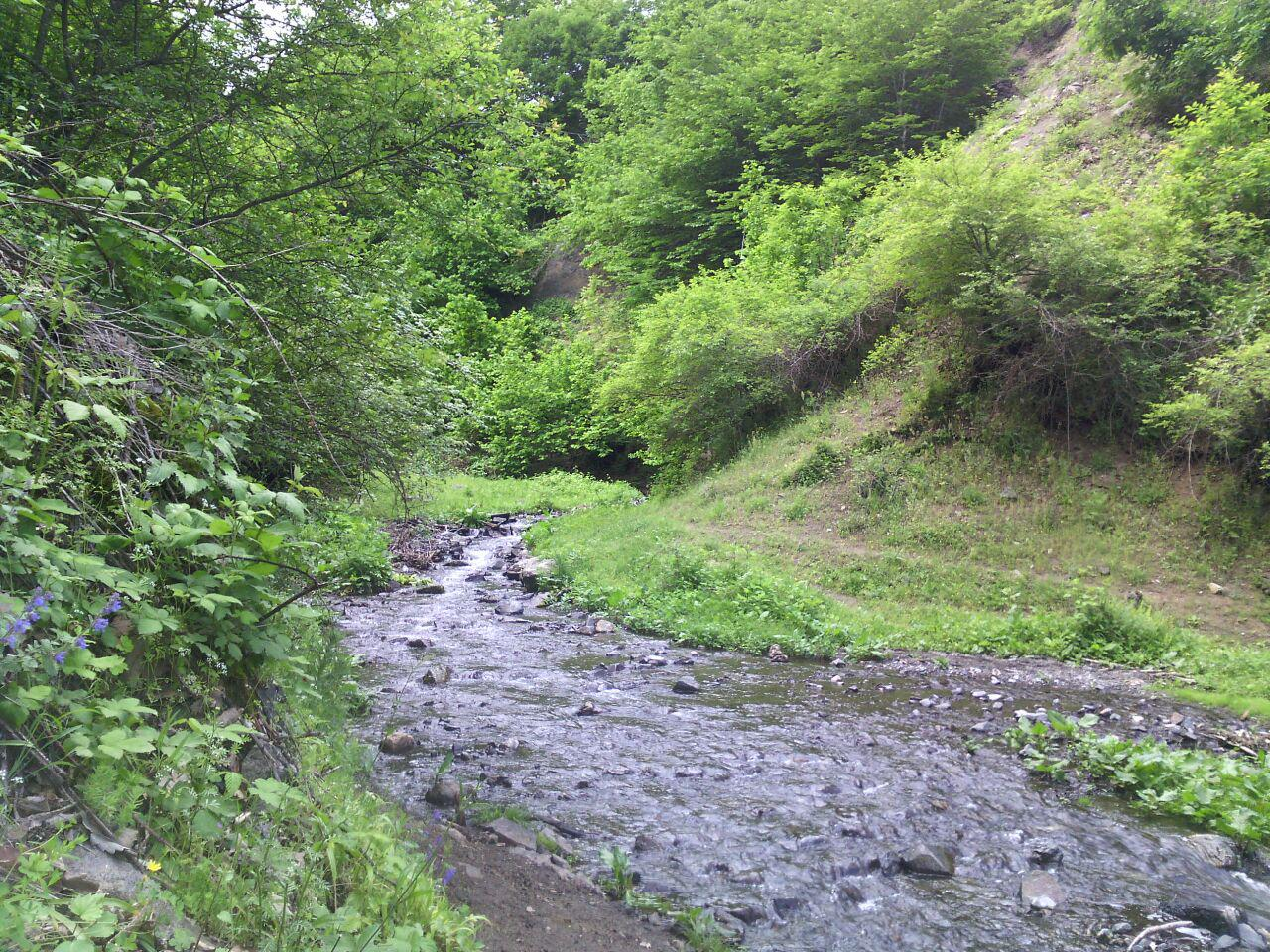
روستای نمنق ۹
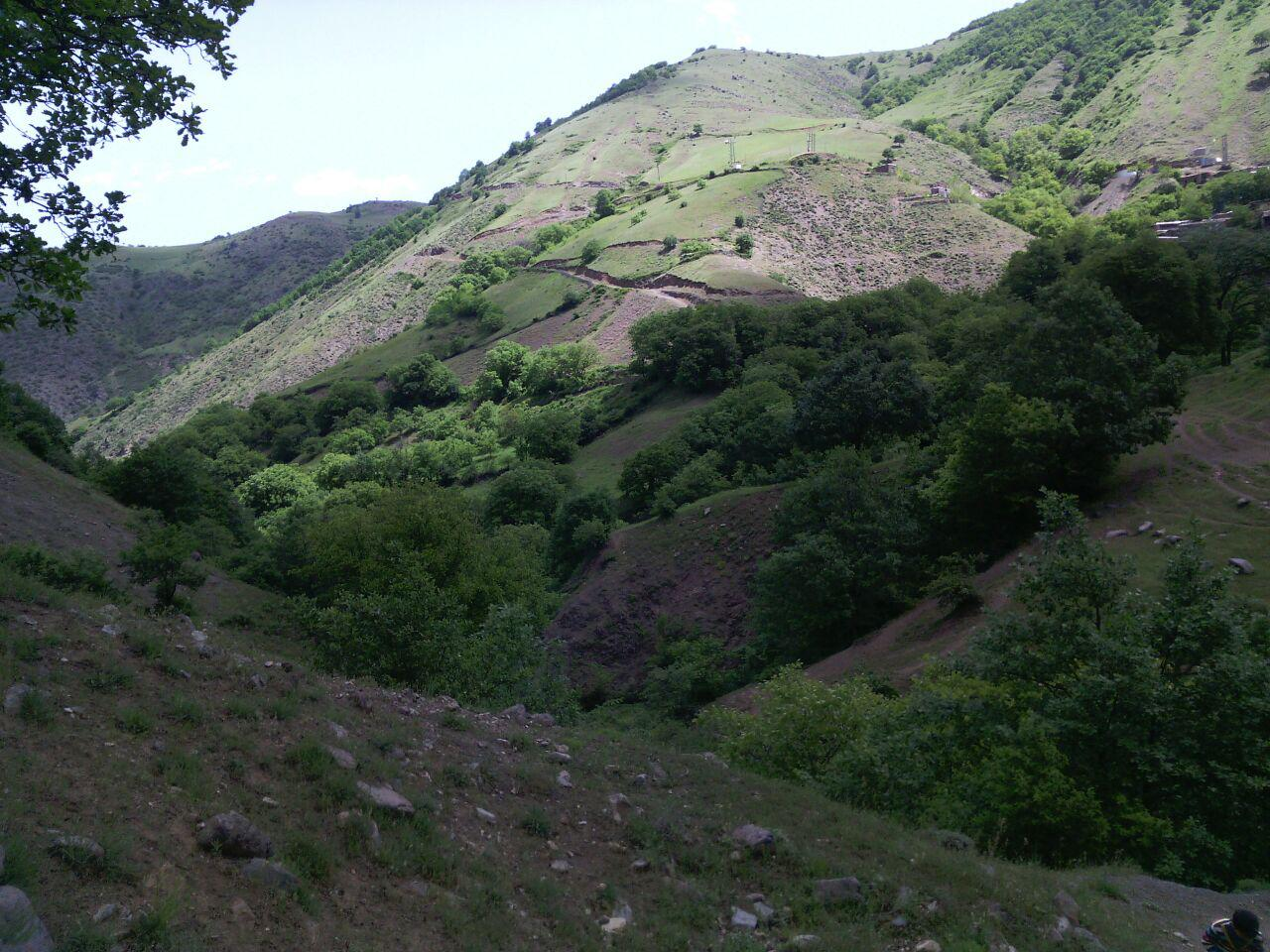
روستای نمنق ۱۰
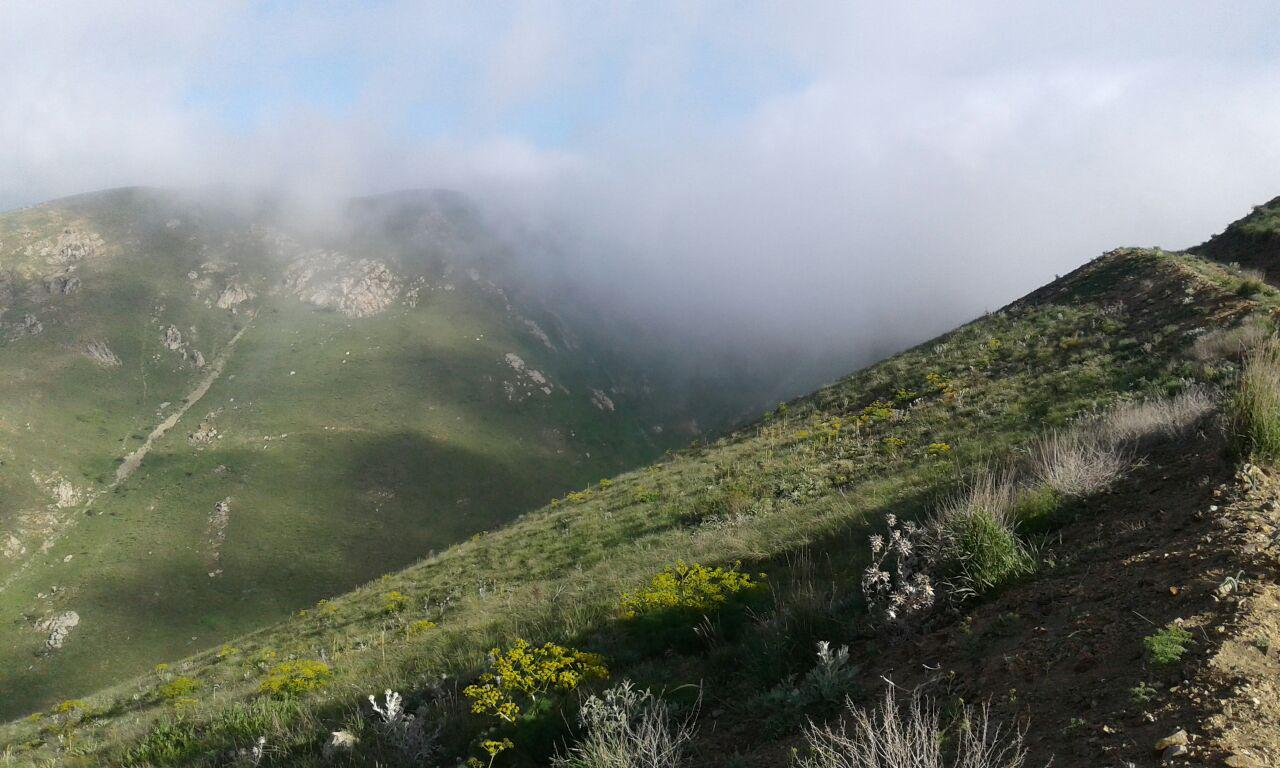
روستای نمنق  ۱۱